# Kazushito Manabe
Kazushito Manabe (japonès: 真鍋和人)  (Niihama, 12 d'octubre de 1958) és un aixecador de peses japonès, ja retirat, que va competir durant la dècada de 1980.
El 1984 va prendre part en els Jocs Olímpics d'Estiu de Los Angeles, on va guanyar la medalla de bronze en la categoria del pes mosca del programa d'halterofília. Quatre anys més tard, als Jocs de Seül, fou vuitè en la mateixa prova.
En el seu palmarès també destaquen dues medalles de bronze al Campionat del món d'halterofília, el 1981 i 1984, així com dues medalles als Jocs Asiàtics, una d'or i una de plata.